# Fernando Teixeira dos Santos
Fernando Teixeira dos Santos (Maia (Portogallo), 13 settembre 1951) è un politico portoghese, Ministro delle finanze nel governo di José Sócrates dal luglio 2005 al giugno 2011. Aderisce al Partito Socialista.